# 邦热苏斯杜阿拉瓜亚
邦热苏斯杜阿拉瓜亚是巴西马托格罗索州的一个市镇。总面积4279.088平方公里，总人口4479人，人口密度1人/平方公里。